# Малък подковонос
Малкият подковонос (Rhinolophus hipposideros) е дребен бозайник от семейство Подковоносови (Rhinolophidae). Той е един от най-малките прилепи, които се срещат в България.

## Физически характеристики
Основните размери на малкия подковонос са:
- Дължина на тялото с главата: 3,5 – 4,7 cm
- Дължина на опашката: 2,2 – 3,3 cm
- Размах на крилете: 19-25 cm
- Маса: около 10 g

Окраската на гърба варира от матовожълт до опушенокафяв. Коремът е сивкав до сивобял. Крилете са светло кафяво-сиви. Младите индивиди са тъмносиви.

## Разпространение и местообитание
Среща се в Западна и Южна Европа, Северна и част от Източна Африка и Югозападна Азия до Кашмир. В България е разпространен из цялата страна и е един от най-често срещаните видове .
Обитава пещери, мазета, тавани и други части на сгради, минни галерии. Зимува в подземни убежища, като пещери, галерии и мазета.

## Начин на живот и хранене
Живее поединично, по двойки или на колонии до 40 екземпляра. През зимата не образува колонии, както останалите подковоноси. Излита веднага след залез слънце, но понякога има и дневна активност.
Спи зимен сън от септември – октомври, при температура 6 – 9 °C (в Европа). Събужда се в периода март – април, в зависимост от температурата. Води уседнал начин на живот – прелита най-много 10 km между летните и зимните убежища.
Храни се с комари, молци, дребни нощни пеперуди, бръмбари и рядко паяци. Ловува основно в гори, градски паркове и градини, по-рядко над ливади и пасища и крайречни гори. Понякога улавя плячката от камъни и клони.

## Размножаване и развитие
Женската ражда през юни – юли по едно малко, което проглежда след около 10 дни, и се отделя от майката след 6 – 7 седмици. Половата зрялост настъпва след 1 година.
Продължителността на живота е средно 4 години. Установена е рекордна продължителност от 21 години.

## Еволюция
Фосилните находки в Европа от началото на средния плеистоцен насам не се различават от сегашния вид, за който се смята, че произлиза от плиоценския Rhinolophus variabilis. Той от своя страна произлиза от живелия през миоцена Rhinolophus grivensis, който е общ прародител на малкия подковонос и южния подковонос (Rhinolophus euryale).

## Природозащитен статут
- Червен списък на застрашените видове (IUCN Red list) – Незастрашен (Least Concern LC)[10]
- Директива за местообитанията и дивата флора и фауна на ЕС – Приложение II [11]

Европейската популация като цяло е намаляваща. Малкият подковонос е изчезнал локално в някои северни райони. Основните заплахи са безпокойството и унищожаването на убежища, използването на инсектициди и климатичните промени, които могат да повлияят негативно на северните популации.
В България числеността му се оценява на 20 000 индивида.